# Taphozous theobaldi
Taphozous theobaldi es una especie de murciélago de la familia Emballonuridae.

## Distribución geográfica
Se encuentra en la India, Indonesia, Birmania, Tailandia y Vietnam.